# D.a.S. Theater
Das D.a.S. Theater ist ein freies Theater mit Sitz in Köln. Als letztes Stück hat es seit 1993 "Du bist meine Mutter von Joop Admiraal im Repertoire.

## Geschichte
Gegründet wurde das Theater 1990 von Klaus-Volker Roth und Gisela Nohl. Bis 2023 gab es etwa 2.100 Aufführungen vor circa 400.000 Zuschauern. Auslandstourneen gingen mit dem Goethe-Institut nach Kasachstan, Belgien und in die Türkei. 1994 wurde das Theater für das Theaterstück „Alma-Ata Unna“ im Rahmen des Bundeswettbewerbs des deutschen Städtetages für „Vorbildliche Integrationsarbeit“ ausgezeichnet. 1993 gewann die Inszenierung „Du bist meine Mutter“ den Hauptpreis bei THEATERZWANG, dem Festival Freier Theater NRW. 2001 wurde die Inszenierung „Crash“, 2005 die Inszenierung „Wilder Panther Keks“ zum Kinder- und Jugendtheatertreffen NRW eingeladen. Mitglied ist das Theater in der ASSITEJ, der Kölner Theaterkonferenz und bei JuPiTer. Finanziert wird es durch das Land NRW, die Stadt Köln, durch Sponsoren und vor allem durch Auftrittsgagen.

## Repertoire
Seit 1993 ist im Repertoire ist Du bist meine Mutter von Joop Admiraal, das sich mit dem Thema Demenz und Altern auseinandersetzt.
Frühere Stücke waren beispielsweise
- Wilder Panther Keks von Günter Jankowiak unter Regie von Tatjana Eisenreich mit dem Thema Suchtprävention,[2]
- Freunde von Klaus-Volker Roth unter Regie von Eveline Sebaa mit dem Schauspieler Marco Sprinz,[2]
- China von Erik Uddenberg, das die Geschichte einer ugandischen Kindersoldatin erzählt, sowie[2]

- Creeps von Lutz Hübner[3]
- Alma-Ata Unna von Klaus Roth und Fereidoun Etthad